# Zangaltica multicostata
Zangaltica multicostata es una especie de insecto coleóptero de la familia Chrysomelidae. Fue descrita científicamente en 1988 por Chen & Wang.